# 肌钙蛋白C

肌钙蛋白

肌钙蛋白C（英語：troponin C）是肌钙蛋白复合物的亚基之一，负责与钙结合的功能，与其他两亚基共同作用而响应钙离子浓度的变化，进而调节肌动蛋白与肌球蛋白的结合以及骨骼肌的收缩。
肌钙蛋白C的结构通常包括四个钙结合EF手结构域，少部分亚型的钙结合结构域会少于四个。肌钙蛋白和肌动蛋白与原肌球蛋白一起组成细肌丝。肌钙蛋白C可分为N端半段（N lobe）和C端半段（C lobe）。C端半段的结构能结合 Ca2+离子或Mg2+离子，可用于结合TnI的N端。N端半段只能结合Ca2+，是有调节作用的半段，可在结合钙离子后连接于TnI的C端。
两种组织特异性亚型为：
- 慢肌钙蛋白C（Slow troponin C），TNNC1（3p21.3-p14.3, OMIM 191040）
- 快肌钙蛋白C（Fast troponin C），TNNC2（20q12-q13.11, OMIM 191039）